# Världscupen i backhoppning 2010/2011
Världscupen i backhoppning 2010/2011 var den 32:a världscupen i backhoppning.
Världscupen inleddes den 26 november 2010 i Kuusamo, Finland och avslutades den 20 mars 2011 i Planica, Slovenien.

## Tävlingsprogram FIS
| Datum                             | Ort                    | Land      |
| 26-28 november 2010               | Kuusamo                | Finland   |
| 30 november-1 december 2010       | Kuopio                 | Finland   |
| 3-5 december 2010                 | Lillehammer            | Norge     |
| 10-12 december 2010               | Harrachov              | Tjeckien  |
| 17-19 december 2010               | Engelberg              | Schweiz   |
| 28-29 december 2010               | Oberstdorf             | Tyskland  |
| 31 december 2010 - 1 januari 2011 | Garmisch-Partenkirchen | Tyskland  |
| 2-3 januari 2011                  | Innsbruck              | Österrike |
| 5-6 januari 2011                  | Bischofshofen          | Österrike |
| 7-9 januari 2011                  | Harrachov              | Tjeckien  |
| 14-16 januari 2011                | Sapporo                | Japan     |
| 20-22 januari 2011                | Zakopane               | Polen     |
| 28-30 januari 2011                | Willingen              | Tyskland  |
| 1-2 februari 2011                 | Klingenthal            | Tyskland  |
| 4-6 februari 2011                 | Oberstdorf             | Tyskland  |
| 11-13 februari 2011               | Vikersund              | Norge     |
| 11-13 mars 2011                   | Lahtis                 | Finland   |
| 17-20 mars 2011                   | Planica                | Slovenien |

## Individuella tävlingar
| Runda                                                                     | Plats                                             | Disciplin                                         | Datum                                             | Vinnare                                                                      | Tvåa                                                                         | Trea                                                                         |
| ------------------------------------------------------------------------- | ------------------------------------------------- | ------------------------------------------------- | ------------------------------------------------- | ---------------------------------------------------------------------------- | ---------------------------------------------------------------------------- | ---------------------------------------------------------------------------- |
| 1                                                                         | Kuusamo                                           | HS 142                                            | 28 november 2010                                  | Andreas Kofler                                                               | Thomas Morgenstern                                                           | Simon Ammann                                                                 |
| 2                                                                         | Kuopio                                            | HS 127 (kväll)                                    | 1 december 2010                                   | Ville Larinto                                                                | Matti Hautamäki                                                              | Simon Ammann                                                                 |
| 3                                                                         | Lillehammer                                       | HS 138 (kväll)                                    | 4 december 2010                                   | Thomas Morgenstern                                                           | Johan Remen Evensen                                                          | Tom Hilde                                                                    |
| 4                                                                         | Lillehammer                                       | HS 138                                            | 5 december 2010                                   | Thomas Morgenstern                                                           | Ville Larinto                                                                | Simon Ammann                                                                 |
| -                                                                         | Harrachov                                         | HS 142 (kväll)                                    | 11 december 2010                                  | Inställd, starka vindar och mycket snö; flyttad till 17 december i Engelberg | Inställd, starka vindar och mycket snö; flyttad till 17 december i Engelberg | Inställd, starka vindar och mycket snö; flyttad till 17 december i Engelberg |
| -                                                                         | Harrachov                                         | HS 142                                            | 12 december 2010                                  | Inställd, starka vindar och mycket snö; flyttad till 23 januari i Zakopane   | Inställd, starka vindar och mycket snö; flyttad till 23 januari i Zakopane   | Inställd, starka vindar och mycket snö; flyttad till 23 januari i Zakopane   |
| 5                                                                         | Engelberg                                         | HS 142                                            | 17 december 2010                                  | Thomas Morgenstern                                                           | Andreas Kofler                                                               | Wolfgang Loitzl                                                              |
| 6                                                                         | Engelberg                                         | HS 137                                            | 18 december 2010                                  | Thomas Morgenstern                                                           | Adam Małysz                                                                  | Matti Hautamäki                                                              |
| 7                                                                         | Engelberg                                         | HS 137                                            | 19 december 2010                                  | Andreas Kofler                                                               | Thomas Morgenstern                                                           | Adam Małysz                                                                  |
| Tysk-österrikiska backhopparveckan (29 december 2010 till 6 januari 2011) |                                                   |                                                   |                                                   |                                                                              |                                                                              |                                                                              |
| 8                                                                         | Oberstdorf                                        | HS 137 (kväll)                                    | 29 december 2010                                  | Thomas Morgenstern                                                           | Matti Hautamäki                                                              | Manuel Fettner                                                               |
| 9                                                                         | Garmisch-Partenkirchen                            | HS 140                                            | 1 januari 2011                                    | Simon Ammann                                                                 | Pavel Karelin                                                                | Adam Małysz                                                                  |
| 10                                                                        | Innsbruck                                         | HS 130                                            | 3 januari 2011                                    | Thomas Morgenstern                                                           | Adam Małysz                                                                  | Tom Hilde                                                                    |
| 11                                                                        | Bischofshofen                                     | HS 140 (kväll)                                    | 6 januari 2011                                    | Tom Hilde                                                                    | Thomas Morgenstern                                                           | Andreas Kofler                                                               |
|                                                                           | Tysk-österrikiska backhopparveckan - Slutresultat | Tysk-österrikiska backhopparveckan - Slutresultat | Tysk-österrikiska backhopparveckan - Slutresultat | Thomas Morgenstern                                                           | Simon Ammann                                                                 | Tom Hilde                                                                    |
| Tysk-österrikiska backhopparveckan slut                                   |                                                   |                                                   |                                                   |                                                                              |                                                                              |                                                                              |
| 12                                                                        | Harrachov                                         | HS 205 (skidflygning / kväll)                     | 8 januari 2011                                    | Martin Koch                                                                  | Thomas Morgenstern                                                           | Adam Małysz                                                                  |
| 13                                                                        | Harrachov                                         | HS 205 (skidflygning)                             | 9 januari 2011                                    | Thomas Morgenstern                                                           | Simon Ammann                                                                 | Roman Koudelka                                                               |
| 14                                                                        | Sapporo                                           | HS 134 (kväll)                                    | 15 januari 2011                                   | Severin Freund                                                               | Thomas Morgenstern                                                           | Adam Małysz                                                                  |
| 15                                                                        | Sapporo                                           | HS 134                                            | 16 januari 2011                                   | Andreas Kofler                                                               | Severin Freund                                                               | Thomas Morgenstern                                                           |
| 16                                                                        | Zakopane                                          | HS 134 (kväll)                                    | 21 januari 2011                                   | Adam Małysz                                                                  | Andreas Kofler                                                               | Severin Freund                                                               |
| 17                                                                        | Zakopane                                          | HS 134 (kväll)                                    | 22 januari 2011                                   | Simon Ammann                                                                 | Thomas Morgenstern                                                           | Tom Hilde                                                                    |
| 18                                                                        | Zakopane                                          | HS 134                                            | 23 januari 2011                                   | Kamil Stoch                                                                  | Tom Hilde                                                                    | Michael Uhrmann                                                              |
| 19                                                                        | Willingen                                         | HS 145                                            | 30 januari 2011                                   | Severin Freund                                                               | Martin Koch                                                                  | Simon Ammann                                                                 |
| 20                                                                        | Klingenthal                                       | HS 140                                            | 2 februari 2011                                   | Kamil Stoch                                                                  | Thomas Morgenstern                                                           | Simon Ammann                                                                 |
| 21                                                                        | Oberstdorf                                        | HS 213 (skidflygning / kväll)                     | 5 februari 2011                                   | Martin Koch                                                                  | Tom Hilde                                                                    | Gregor Schlierenzauer                                                        |
| 22                                                                        | Vikersund                                         | HS 207 (skidflygning / kväll)                     | 12 februari 2011                                  | Gregor Schlierenzauer Johan Remen Evensen                                    |                                                                              | Simon Ammann                                                                 |
| 23                                                                        | Vikersund                                         | HS 207 (skidflygning)                             | 13 februari 2011                                  | Gregor Schlierenzauer                                                        | Johan Remen Evensen                                                          | Adam Małysz                                                                  |
| Världsmästerskapen i nordisk skidsport 2011 (22 februari till 6 mars)     |                                                   |                                                   |                                                   |                                                                              |                                                                              |                                                                              |
| 24                                                                        | Lahtis                                            | HS 130                                            | 13 mars 2011                                      | Simon Ammann                                                                 | Andreas Kofler                                                               | Severin Freund                                                               |
| 25                                                                        | Planica                                           | HS 215 (skidflygning)                             | 18 mars 2011                                      | Gregor Schlierenzauer                                                        | Thomas Morgenstern                                                           | Martin Koch                                                                  |
| 26                                                                        | Planica                                           | HS 215 (skidflygning)                             | 20 mars 2011                                      | Kamil Stoch                                                                  | Robert Kranjec                                                               | Adam Małysz                                                                  |

## Lagtävlingar
| Round | Plats      | Disciplin                              | Datum            | Vinnare                                                                           | Tvåa                                                                    | Trea                                                                     |
| ----- | ---------- | -------------------------------------- | ---------------- | --------------------------------------------------------------------------------- | ----------------------------------------------------------------------- | ------------------------------------------------------------------------ |
| 1     | Kuusamo    | HS 142 Lagtävling (kväll)              | 27 november 2010 | Österrike Thomas Morgenstern Wolfgang Loitzl Andreas Kofler Gregor Schlierenzauer | Norge Bjørn Einar Romøren Anders Bardal Anders Jacobsen Tom Hilde       | Japan Shōhei Tochimoto Noriaki Kasai Taku Takeuchi Daiki Itō             |
| 2     | Willingen  | HS 145 Lagtävling                      | 29 januari 2011  | Österrike Thomas Morgenstern Martin Koch Andreas Kofler Gregor Schlierenzauer     | Tyskland Severin Freund Michael Neumayer Martin Schmitt Michael Uhrmann | Polen Adam Małysz Kamil Stoch Stefan Hula Piotr Żyła                     |
| 3     | Oberstdorf | HS 213 Lagtävling (skidflygning/kväll) | 6 februari 2011  | Österrike Thomas Morgenstern Andreas Kofler Gregor Schlierenzauer Martin Koch     | Norge Johan Remen Evensen Anders Jacobsen Bjørn Einar Romøren Tom Hilde | Tyskland Michael Neumayer Richard Freitag Michael Uhrmann Severin Freund |
| 4     | Lahtis     | HS 130 Lagtävling                      | 12 mars 2011     | Österrike Gregor Schlierenzauer Martin Koch Andreas Kofler Thomas Morgenstern     | Norge Anders Bardal Johan Remen Evensen Anders Jacobsen Tom Hilde       | Polen Tomasz Byrt Piotr Żyła Kamil Stoch Adam Małysz                     |
| 5     | Planica    | HS 215 Team (skidflygning)             | 19 mars 2011     | Österrike Gregor Schlierenzauer Martin Koch Andreas Kofler Thomas Morgenstern     | Norge Anders Bardal Johan Remen Evensen Bjørn Einar Romøren Tom Hilde   | Slovenien Peter Prevc Jernej Damjan Jurij Tepeš Robert Kranjec           |

## Världscuper

### Totala världscupen - slutställning (30 bästa)
| Pos. | Namn                        | Poäng |
| ---- | --------------------------- | ----- |
| 1.   | Thomas Morgenstern (AUT)    | 1757  |
| 2.   | Simon Ammann (SUI)          | 1364  |
| 3.   | Adam Małysz (POL)           | 1153  |
| 4.   | Andreas Kofler (AUT)        | 1128  |
| 5.   | Tom Hilde (NOR)             | 903   |
| 6.   | Martin Koch (AUT)           | 840   |
| 7.   | Severin Freund (GER)        | 769   |
| 8.   | Matti Hautamäki (FIN)       | 764   |
| 9.   | Gregor Schlierenzauer (AUT) | 761   |
| 10.  | Kamil Stoch (POL)           | 739   |

| Pos. | Namn                      | Poäng |
| ---- | ------------------------- | ----- |
| 11.  | Johan Remen Evensen (NOR) | 645   |
| 12.  | Manuel Fettner (AUT)      | 460   |
| 13.  | Wolfgang Loitzl (AUT)     | 442   |
| 14.  | Anders Bardal (NOR)       | 419   |
| 15.  | Daiki Itō (JPN)           | 413   |
| 16.  | Roman Koudelka (CZE)      | 382   |
| 17.  | Bjørn Einar Romøren (NOR) | 364   |
| 18.  | Robert Kranjec (SLO)      | 355   |
| 19.  | Anders Jacobsen (NOR)     | 344   |
| 20.  | Ville Larinto (FIN)       | 342   |

| Pos. | Namn                        | Poäng |
| ---- | --------------------------- | ----- |
| 21.  | Michael Uhrmann (GER)       | 314   |
| 22.  | Michael Neumayer (GER)      | 306   |
| 23.  | Pavel Karelin (RUS)         | 282   |
| 24.  | Peter Prevc (SLO)           | 218   |
| 25.  | Noriaki Kasai (JPN)         | 197   |
| 26.  | Emmanuel Chedal (FRA)       | 190   |
| 27.  | Jan Matura (CZE)            | 180   |
| 28.  | Shōhei Tochimoto (JPN)      | 165   |
| 29.  | Ole Marius Ingvaldsen (NOR) | 155   |
| 30.  | Martin Schmitt (GER)        | 137   |

### Skidflygningscupen - slutställning (30 bästa)
| Pos. | Namn                        | Poäng |
| ---- | --------------------------- | ----- |
| 1.   | Gregor Schlierenzauer (AUT) | 475   |
| 2.   | Martin Koch (AUT)           | 387   |
| 3.   | Thomas Morgenstern (AUT)    | 378   |
| 4.   | Adam Małysz (POL)           | 347   |
| 5.   | Simon Ammann (SUI)          | 311   |
| 6.   | Johan Remen Evensen (NOR)   | 291   |
| 7.   | Tom Hilde (NOR)             | 263   |
| 8.   | Robert Kranjec (SLO)        | 242   |
| 9.   | Kamil Stoch (POL)           | 241   |
| 10.  | Matti Hautamäki (FIN)       | 146   |

| Pos. | Namn                        | Poäng |
| ---- | --------------------------- | ----- |
| 11.  | Roman Koudelka (CZE)        | 133   |
| 12.  | Wolfgang Loitzl (AUT)       | 120   |
| 13.  | Daiki Itō (JPN)             | 113   |
| 14.  | Bjørn Einar Romøren (NOR)   | 112   |
| 15.  | Severin Freund (GER)        | 104   |
| 16.  | Anders Jacobsen (NOR)       | 103   |
| 17.  | Anders Bardal (NOR)         | 97    |
| 18.  | Ole Marius Ingvaldsen (NOR) | 87    |
| 19.  | Michael Neumayer (GER)      | 79    |
| 20.  | Jurij Tepeš (SLO)           | 69    |

| Pos. | Namn                      | Poäng |
| ---- | ------------------------- | ----- |
| 21.  | Andreas Kofler (AUT)      | 68    |
| 22.  | Janne Happonen (FIN)      | 64    |
| 23.  | Emmanuel Chedal (FRA)     | 63    |
| 23.  | Jan Matura (CZE)          | 63    |
| 25.  | Olli Muotka (FIN)         | 61    |
| 26.  | Stefan Thurnbichler (AUT) | 59    |
| 27.  | Borek Sedlák (CZE)        | 40    |
| 27.  | Andrea Morassi (ITA)      | 40    |
| 29.  | Jakub Janda (CZE)         | 37    |
| 30.  | Michael Uhrmann (GER)     | 32    |

### Nationscupen - slutställning
| Pos. | Nation    | Poäng |
| ---- | --------- | ----- |
| 1.   | Österrike | 7508  |
| 2.   | Norge     | 4683  |
| 3.   | Polen     | 3239  |
| 4.   | Tyskland  | 3155  |
| 5.   | Finland   | 2443  |
| 6.   | Japan     | 1697  |
| 7.   | Slovenien | 1668  |
| 8.   | Schweiz   | 1364  |
| 9.   | Tjeckien  | 1091  |
| 10.  | Ryssland  | 446   |